# Liste römischer Städte in Österreich
Die Liste römischer Städte in Österreich führt die römischen Städte innerhalb der heutigen Grenzen Österreichs an. Die Liste gibt nach Möglichkeit Auskunft über Stadtnamen, Zeiträume, den rechtlichen Status der Städte, die heutige Lage und die damalige Zugehörigkeit zu Verwaltungsgebieten.

## Liste
| Antiker Name                          | Entstehung     | Auflösung      | Rechtlicher Status (Zeitraum)                  | Heutige Lage            | Römische Provinz (bis ins 3. Jahrhundert) | Römische Provinz (ab dem 4. Jahrhundert) |
| ------------------------------------- | -------------- | -------------- | ---------------------------------------------- | ----------------------- | ----------------------------------------- | ---------------------------------------- |
| Aelium Cetium                         | 1. Jahrhundert | 5. Jahrhundert | Municipium (ab Kaiser Hadrian)                 | St. Pölten              | Noricum                                   | Noricum ripense                          |
| Aguntum                               |                |                | Municipium (ab Kaiser Claudius)                | bei Lienz               | Noricum                                   | Noricum mediterraneum                    |
| Carnuntum                             |                |                | Municipium                                     | Petronell-Carnuntum     | Pannonia                                  |                                          |
| Flavia Solva                          |                |                | Municipium (ab Kaiser Vespasian oder Domitian) | bei Leibnitz            | Noricum                                   | Noricum mediterraneum                    |
| Iuvavum (spätantik auch Iuavo, Iuuao) |                |                | Municipium (ab Kaiser Claudius)                | Salzburg                | Noricum                                   | Noricum ripense                          |
| Lauriacum                             |                |                | Municipium (ab Kaiser Septimius Severus)       | bei Enns                | Noricum                                   | Noricum ripense                          |
| Ovilava                               |                |                | Municipium (ab Kaiser Hadrian)                 | Wels                    | Noricum                                   | Noricum ripense                          |
| Teurnia                               |                |                | Municipium (ab Kaiser Claudius)                | bei Spittal an der Drau | Noricum                                   | Noricum mediterraneum                    |
| Vindobona                             |                |                | Municipium                                     | Wien                    | Pannonia                                  |                                          |
| Virunum                               |                |                | Municipium (ab Kaiser Claudius)                | bei Klagenfurt          | Noricum                                   | Noricum mediterraneum                    |